# Kalops

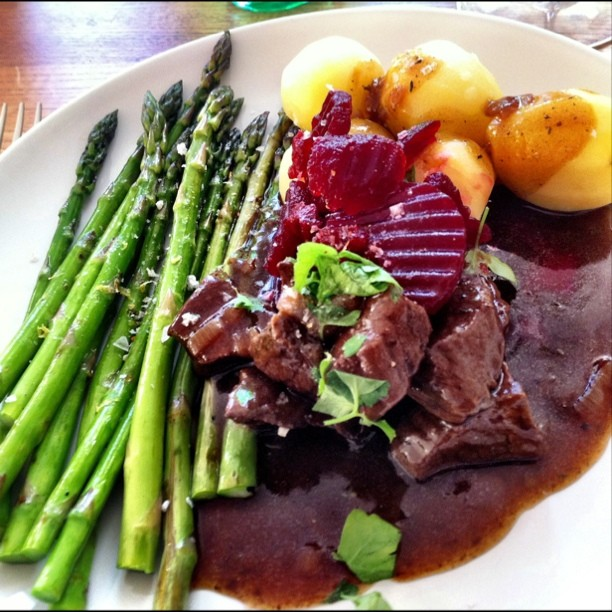
Kalops med sparris och rödbetor.

Kalops (på finska palapaisti eller vatkuli) är en svensk och finsk kötträtt som innehåller nötkött, morötter, lök, kryddpeppar, lagerblad och andra kryddor och som ofta serveras med kokt potatis och inlagda rödbetor.
Kalops beskrevs först i Cajsa Wargs kokbok från 1755. Rättens namn kommer från engelskans "collops" som betyder skivor av kött.